# Leucania insulicola
Leucania insulicola är en fjärilsart som beskrevs av Achille Guenée 1852. Leucania insulicola ingår i släktet Leucania och familjen nattflyn. Inga underarter finns listade i Catalogue of Life.